# Бредихин (лунный кратер)
Кратер Бредихин (лат. Bredikhin) — крупный ударный кратер находящийся на обратной стороне Луны. Название дано в честь русского астронома, директора Николаевской Главной астрономической обсерватории в Пулково, Фёдора Александровича Бредихина (1831—1904) и утверждено Международным астрономическим союзом в 1970 г. Образование кратера относится к нектарскому периоду.

## Описание кратера

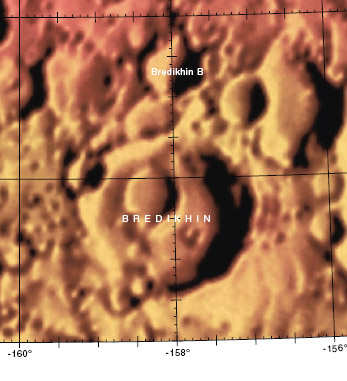
Фрагмент карты LAC-51.

Ближайшими соседями кратера являются большой кратер Мак-Мас на западе; крупный кратер Джексон на северо-западе; большой кратер Митра на востоке и кратер Ремон на юго-западе. Селенографические координаты центра кратера 17°15′ с. ш. 158°22′ з. д. / 17,25° с. ш. 158,37° з. д., диаметр 61,7 км, глубина 2,7 км.
Кратер образован в породах выброшенных при импакте образовавшем гигантский кратер Герцшпрунг, который находится в 570 км к юго-востоку. За время своего существования кратер сильно разрушен, покрыт породами выброшенными при образовании кратера Джексон. Кромка вала острая, северо-западная и юго-западные части вала перекрыты небольшими кратерами. 
Высота вала над окружающей местностью 1200 м, объем кратера составляет приблизительно 2900 км³. Северо-западная часть чаши кратера включая центр чаши перекрыта кратером диаметром около 20 км, остальная часть чаши сильно пересеченная.

## Сателлитные кратеры
| Бредихин | Координаты                                  | Диаметр, км |
| -------- | ------------------------------------------- | ----------- |
| B        | 18° с. ш. 157° з. д. / 18° с. ш. 157° з. д. | 19,0        |